# Cardonazo
El Cardonazo fue un intento de golpe de estado efectuado el 3 de abril de 1949 en Costa Rica por el entonces Ministro de Seguridad Pública del gobierno de facto, Edgar Cardona Quirós.

## Antecedentes
Finalizada la Guerra Civil de 1948 el bando ganador toma el poder derrocando efectivamente el gobierno del presidente Teodoro Picado. Los líderes del bando perdedor se exilian en el extranjero y el poder es asumido en forma dictatorial por la Junta Fundadora de la Segunda República, grupo de combatientes encabezado por el caudillo militar José Figueres Ferrer. Sin embargo, Figueres acuerda con Otilio Ulate, su aliado político y militar y quien reclamó la victoria en las elecciones previas, que la Junta gobernaría de facto por 18 meses y luego le entregaría el poder a Ulate, como en efecto sucedió.
De este gobierno golpista, presidido por Figueres, Edgar Cardona ejercía el cargo de Ministro de Seguridad.

## El intento de golpe
Si bien una de las causas de la guerra fue, casualmente, la preocupación de grupos poderosos de la oligarquía terrateniente conservadora ante las reformas sociales realizadas por Rafael Ángel Calderón Guardia, Teodoro Picado Michalski y sus aliados los comunistas liderados por Manuel Mora Valverde conocidas como las Garantías Sociales; antes de finalizada la guerra Figueres logró pactar con Picado y con Mora en lo que se conoció como el Pacto de la Embajada de México y el Pacto de Ochomogo respectivamente, no dar marcha atrás con las Garantías Sociales a cambio de la rendición. Pacto que fue cumplido, pero además, el propio Figueres realizó una serie de reformas sociales también de tinte socialista.
Dos en particular provocaron gran disconformidad de los grupos conservadores de la derecha más dura y oligarca; la nacionalización bancaria y el impuesto del 10% al capital. Cardona, apoyado por estos grupos, decide dar un golpe de Estado para deponer a Figueres tomando el Cuartel Militar de Bellavista junto a varios militares sublevados. Cardona pedía, además de la derogación de esas dos leyes, la renuncia de los ministros Alberto Martén de Economía y el sacerdote Benjamín Núñez de Trabajo.
El gobierno respondió de inmediato cercando el cuartel con militares y voluntarios fieles (como Frank Marshall Jiménez), produciéndose un leve enfrentamiento de ambos bandos dentro de las instalaciones, lo que permitió la entrada a Figueres mismo a negociar. José Figueres ordenó la rendición a la que se negaron los sublevados. Tras varias horas de asedio finalmente se rindieron a las tres de la tarde con un saldo de nueve muertos y treinta heridos.